# Bernardo Bandini Baroncelli
Bernardo Bandini Baroncelli (15 januari 1420 in Florence - 29 december 1479, Florence) was een Italiaanse bankier en aanslagpleger.

## Leven
Bandini werkte in Florence als bankier in dienst van de Toscaanse adellijke familie Pazzi. Als volgeling van de Pazzi nam hij in 1478 deel aan de zogenaamde Pazzi-samenzwering. Het doel van het complot was om de macht van de familie Medici in Florence te breken. Een mesaanval in de kathedraal van Florence op paaszondag 26 april 1478 leidde tot de dood van Giuliano di Piero de' Medici. Het eigenlijke doelwit van de moordaanslag, de heer van Florence Lorenzo il Magnifico (“Lorenzo de Prachtlievende”), wist echter slechts gewond te ontkomen. Deze poging tot staatsgreep draaide dus uit op een mislukking.
Bandini was samen met Francesco de' Pazzi de vermoedelijke moordenaar van Giuliano. Terwijl de andere samenzweerders in de daaropvolgende dagen werden vermoord, wist Bandini aanvankelijk te ontsnappen naar Constantinopel. In het voorjaar van 1479 liet Sultan Mehmed II (1432-1481) hem echter arresteren en eind 1479 wist Lorenzo zijn uitlevering te bewerkstelligen door onderhandelingen met de Verheven Porte.
Bandini werd vervolgens uitgeleverd aan Florence, waar hij op 28 december 1479 werd ter dood veroordeeld en de volgende dag geëxecuteerd door ophanging in het Palazzo del Bargello.

## De schets van Leonardo da Vinci
De renaissancekunstenaar Leonardo da Vinci (1452-1519) maakte op een vel in één van zijn notitieboekjes een schets van het tentoongestelde lijk van de opgehangen Bernardo Bandini Baroncelli.
De pentekening toont het lichaam van de geëxecuteerde man in oosterse kleding met zorgvuldig getekende plooien. Op hetzelfde blad is ook een aparte studie van het hoofd te zien, evenals Leonardo's gedetailleerde aantekeningen over de uitvoering van de kleding en hun kleuren in het spiegelschrift dat hij vaak gebruikte.
Tegenwoordig bevindt de tekening zich als een apart blad van het formaat 19,2 op 7,3 cm in de collectie van het Musée Bonnat-Helleu in Bayonne, Frankrijk.